# Trung Quốc Đan Hà
Trung Quốc Đan Hà hay Địa mạo Đan Hà của Trung Quốc (tiếng Trung: 丹霞地貌; bính âm: dānxiá dìmào) là tên gọi chung đề cập đến các kiểu cảnh quan độc nhất vô nhị là địa mạo Đan Hà nằm ở đông nam, tây nam và tây bắc Trung Quốc được hình thành từ sa thạch đỏ với đặc trưng là các vách núi thẳng đứng. Địa mạo này hình thành chủ yếu vào kỷ Phấn trắng và rất giống với địa hình Karst đặc trưng của đá vôi nhưng địa mạo Đan Hà hình thành từ đá sa thạch đỏ nên chúng được gọi là "Giả Karst". Chúng được hình thành do các nội lực (như phay nghịch) và ngoại lực (như phong hóa và xói mòn) gây ra.
Những nghiên cứu đầu tiên về địa mạo này tiến hành tại Núi Đan Hà nằm gần Thiều Quan, Trung Quốc. Trong những năm 1920 và 1930, các nhà địa chất Trung Quốc đã nỗ lực tìm hiểu thêm về các cấu trúc địa mạo thú vị này. Địa mạo Đan Hà được tạo thành từ lớp vỏ lục địa được nâng lên sau đó bị đứt gãy và xói mòn, làm lộ ra những vết gãy lớn của đá sa thạch đỏ xếp lớp.
Kiểu địa mạo này nằm chủ yếu ở một số tỉnh phía đông nam Trung Quốc. Tại Thái Ninh, Phúc Kiến có những ví dụ rất hay về dạng địa mạo Đan Hà trẻ trong các thung lũng sâu và hẹp được hình thành. Khi địa mạo này già cỗi, các thung lũng mở rộng và xuất hiện các tháp đá và núi bị cô lập. Dạng địa mạo này được đặt theo tên của núi Đan Hà, một trong những ví dụ nổi bật nhất của dạng địa mạo này. Một đặc điểm rất đặc biệt của địa mạo Đan Hà là sự phát triển của các hang động với kích cỡ và hình dạng khác nhau với hang động nông và biệt lập, không giống như những hang động sâu và nối liền như ở karst đá vôi.
Tháng 8 năm 2010, một số cảnh quan ở miền nam Trung Quốc được gọi chung là Trung Quốc Đan Hà được UNESCO công nhận là Di sản thế giới. Di sản này bao gồm Lang sơn và Vạn Phật sơn (Hồ Nam), Đan Hà (Quảng Đông), Thái Ninh và Quan Trại sơn (Phúc Kiến), Quế Phong và Long Hổ Sơn (Giang Tây), Phương Nham và Giang Lang Sơn (Chiết Giang), Xích Thủy sơn (Quý Châu). Tổng diện tích vùng lõi trên là 73.945 ha (182.722 mẫu) và tổng diện tích vùng đệm là 65.446 ha (161.720 mẫu). Các khu vực địa mạo Đan Hà đáng chú ý khác là Công viên địa chất Trương Dịch Đan Hà nhưng không nằm trong danh sách Di sản thế giới.

## Di sản thế giới Trung Quốc Đan Hà
| Số thứ tự (ID) | Tên và vị trí                      | Tọa độ                                          | Diện tích                             | Tỉnh        |
| -------------- | ---------------------------------- | ----------------------------------------------- | ------------------------------------- | ----------- |
| 1335-001       | Xích Thủy - Tây phẫu diện          | 28°22′11″B 105°47′39″Đ / 28,36972°B 105,79417°Đ | Di sản: 10.142 ha Vùng đệm: ha        | Quý Châu    |
| 1335-002       | Xích Thủy - Đông phẫu diện         | 28°25′19″B 106°02′33″Đ / 28,42194°B 106,0425°Đ  | Di sản: 17.222 ha Vùng đệm: ha        | Quý Châu    |
| 1335-003       | Thái Ninh - Bắc phẫu diện          | 27°00′37″B 117°13′7″Đ / 27,01028°B 117,21861°Đ  | Di sản: 5277 ha Vùng đệm: ha          | Phúc Kiến   |
| 1335-004       | Thái Ninh - Nam phẫu diện          | 26°51′56″B 117°02′22″Đ / 26,86556°B 117,03944°Đ | Di sản: 5.810 ha Vùng đệm: ha         | Phúc Kiến   |
| 1335-005       | Lang Sơn                           | 26°20′24″B 110°46′45″Đ / 26,34°B 110,77917°Đ    | Di sản: 6.600 ha Vùng đệm: 6.200 ha   | Hồ Nam      |
| 1335-006       | Đan Hà                             | 24°57′55″B 113°42′12″Đ / 24,96528°B 113,70333°Đ | Di sản: 16.800 ha Vùng đệm: 12.400 ha | Quảng Đông  |
| 1335-007       | Long Hổ Sơn: Phẫu diện Long Hổ sơn | 28°04′15″B 116°59′5″Đ / 28,07083°B 116,98472°Đ  | Di sản: 16.950 ha Vùng đệm: ha        | Giang Tây   |
| 1335-008       | Long Hổ Sơn: Phẫu diện Quy Phong   | 28°19′3″B 117°25′10″Đ / 28,3175°B 117,41944°Đ   | Di sản: 2.740 ha Vùng đệm: ha         | Giang Tây   |
| 1335-009       | Giang Lang Sơn                     | 28°22′11″B 105°47′39″Đ / 28,36972°B 105,79417°Đ | Di sản: 610 ha Vùng đệm: 571 ha       | Chiết Giang |